# 1814 في فرنسا
فيما يلي قوائم الأحداث التي وقعت خلال عام 1814 في فرنسا.

## سياسة

### تعيين في المنصب
- 6 أبريل – جاك لافيت Governor of the Bank of France [الإنجليزية]‏.

## مواليد

### يناير
- 1 يناير – لويس أوغست بيسون مصور فرنسي.
- 28 يناير – كورنيلي فالكون

### فبراير
- 6 فبراير – إدوارد سورين كهنوت فرنسي.
- 11 فبراير – فرنسوا كونييه
- 28 فبراير – إدموند فريمي كيميائي فرنسي.

### مارس
- 6 مارس – سارة نوكس تايلور

### أبريل
- 4 أبريل – فرانسوا كليمان سوفاج
- 11 أبريل – لوي جاك برنييه
- 22 أبريل – فيكتور بونيت عالم اقتصاد فرنسي.

### يونيو
- 5 يونيو – بيير وانتزل رياضياتي فرنسي.

### سبتمبر
- 10 سبتمبر – هنري غيوم غاليوتي عالم نبات بلجيكي.

### أكتوبر
- 1 أكتوبر – هيرفي فاي عالم فلك فرنسي.
- 4 أكتوبر – جان فرانسوا ميليه رسام فرنسي.
- 25 أكتوبر – الأمير لويس، دوق نيمور ضابط فرنسي.
- 29 أكتوبر – كلود جوردن عالم نبات فرنسي.

### ديسمبر
- 31 ديسمبر – جوليس سيمون سياسي فرنسي.

## وفيات

### يناير
- 21 يناير – برناردين دي سان بيير (مواليد 1737)

### مارس
- 26 مارس – جوزيف إيجنياس جيوتن (مواليد 1738) طبيب فرنسي.

### مايو
- 29 مايو – جوزفين (مواليد 1763)

### أكتوبر
- 1 أكتوبر – غيوم أنطوان أوليفييه (مواليد 1756) عالم حشرات فرنسي.

### ديسمبر
- 2 ديسمبر – ماركيز دي ساد (مواليد 1740)